# Valeriana locusta
Il songino (Valeriana locusta L., 1753) è una pianta edibile appartenente alla famiglia delle Caprifoliacee.

## Etimologia
Il suo nome botanico si deduce dal latino valere 'avere forza', nel senso di 'avere efficacia'. Altri suoi nomi possono essere:
- Valeriana insalata od olitoria (lat. olus = orto, ortaggio, per il botanico Linneo), per distinguerla, appunto, dalla sua parente fitoterapica (la "officinalis")
- Soncino o songino, dal greco σόγχος 'sonchos, ovvero 'cardo selvatico'[4]

## Descrizione
Il songino è una pianta erbacea annuale, generalmente annuale invernale, che raggiunge un'altezza compresa tra 5 e 15 cm. Le sue foglie semplici vanno da 5 a 30 mm di lunghezza e sono riunite in una rosetta basale di foglie. A seconda della varietà, le foglie sono larghe o strette, rotonde o appuntite e presentano diverse tonalità di verde.
I fiori sono riuniti in piccole ombrelle arrotondate. I fiori piccoli, zigomorfi, sono quintuplici e misurano da 1,5 a 2 mm di lunghezza. I cinque petali azzurri sono fusi. Sono presenti solo tre stami. I frutti sono piccole noci asimmetriche lunghe 2-4 mm.
Cresce in tutto il territorio Mediterraneo, ed è presente in tutte le relative zone a clima temperato. Oltre a essere un ortaggio comune, si può trovare allo stato spontaneo, in primavera, nei campi, nei giardini e sui vecchi muri.

## Distribuzione e habitat
Il songino è diffuso in Europa, Macaronesia, Africa settentrionale e Asia occidentale. In altri paesi si presenta come neofita. Cresce su terreni da freschi a moderatamente freschi, ricchi di nutrienti e basi, sabbiosi o argillosi puri in un clima invernale mite e umido.

## Coltivazione
Il songino è stato coltivato come pianta da insalata fin dal Neolitico. Viene coltivato come coltura secondaria sia all'aperto che in serra e a seconda del periodo di semina autunnale, la raccolta può avvenire dalla fine di marzo e aprile dell'anno successivo. La resa nella coltivazione in campo è di circa 0,4 kg/m² di superficie coltivata, mentre in serra è da 1 a 1,5 kg/m².
In pieno campo la semina per i raccolti autunnali avviene da luglio ad agosto e per lo svernamento nella prima metà di settembre. È diffusa anche la coltivazione in serre non riscaldate; il periodo migliore per la semina è la prima metà di settembre, ma è possibile anche fino alla fine di ottobre.

## Usi
È da consumarsi liberamente in insalate, in maniera analoga alla lattuga e alle cicorie (radicchi). Viene spesso indicata per chi è debole di stomaco, poiché molto digeribile. Le caratteristiche organolettiche ricercate sono offerte dalla piantina giovane e dalle sue morbide foglie; quando viene lasciata maturare, la pianta si allunga per la fioritura e la produzione di semi fino a 30-40 cm di altezza, riduce quindi la propria massa fogliare e sviluppando porzioni meno gradevoli al palato (stelo e fiori); nella sua ultima fase di sviluppo infatti, la valerianella è più appetibile in forma cotta. Per il discreto contenuto di vitamine A, B e C, potassio, calcio, fosforo, ferro diventa un alimento molto importante di equilibrio nella crescita.